# 米托馬區
米托馬區是非洲中部國家烏干達的111個區之一，由西部區負責管轄，首府是米托馬，海拔高度1,600米，距離布謝尼約25公里和姆巴拉拉約85公里，2002年人口估計為160,800。

## 外部連結
- Mitooma District Information Portal
- Satellite Map of Mitooma District at Maplandia.com （页面存档备份，存于）

00°36′S 30°00′E / 0.600°S 30.000°E